# Kaspar Frey
Kaspar Frey (ur. 26 września 1957 w Düsseldorfie) – niemiecki profesor prawa, wykładowca Europejskiego Uniwersytetu Viadrina, prodziekan tamtejszego wydziału prawa. Cywilista, specjalizuje się w prawie handlowym, szczególnie w prawie spółek.
Kaspar Frey studiował prawo i ekonomię w latach 1976-1982 na uniwersytecie w Münster. Państwowe egzaminy prawnicze zdał w latach 1982 (Hamm) i 1986 (Düsseldorf). Stopień doktora i habilitację otrzymał na uniwersytecie w Kolonii, gdzie pracował do roku 1995.

## Niektóre publikacje
- Großkommentar zum Aktiengesetz, §§ 192-201, 2001
- Gesellschaftsrecht. Prüfe dein Wissen (z Herbertem Wiedemannem), 2007